# Oberlandesgericht Insterburg
Das Oberlandesgericht Insterburg oder Oberlandesgericht von Litthauen  war von 1808 bis 1849 ein preußisches Oberlandesgericht mit Sitz in Insterburg.

## Geschichte
In Insterburg bestand bis 1808 das Hofgericht Insterburg. Die Gerichte im Königreich Preußen hatten im HRR historisch gewachsene Aufgaben, Zuschnitte und Bezeichnungen. Im Rahmen der Preußischen Reformen versuchte man, eine einheitliche Systematik einzurichten und begann damit bei den Mittelgerichten. Die Verordnung wegen verbesserter Einrichtung der Provinzial-Polizei- u. Finanz-Behörden vom 26. Dezember 1808 bestimmte, dass die unter verschiedenen Bezeichnungen wie Oberamtsregierung oder Hofgericht firmierenden obersten Gerichte jedes Landesteils künftig Ober-Landesgericht heißen sollten.
Nach der Restrukturierung des Staatsterritoriums 1815 sollte jeder Regierungsbezirk zugleich das Departement (= Zuständigkeitsbereich) eines Oberlandesgerichts bilden. Entsprechend war das Oberlandesgericht Insterburg für den Regierungsbezirk Gumbinnen zuständig.
Nach der Märzrevolution wurden die „Privatgerichtsbarkeit“ (Patrimonialgerichte) und der privilegierte bzw. eximierte Gerichtsstand bestimmter Personen(gruppen) abgeschafft und die Oberlandesgerichte durch Appellationsgerichte ersetzt. In Insterburg entstand 1849 so das Appellationsgericht Insterburg.

## Untergerichte
Dem Oberlandesgericht Insterburg waren folgende Gerichte nachgeordnet:
| Art                 | Gericht                                           | Sitz         | Anmerkungen |
| ------------------- | ------------------------------------------------- | ------------ | --- |
| Staatliche Gerichte | Land- und Stadtgericht Gumbinnen                  | Gumbinnen    | |
| Staatliche Gerichte | Stadt- und Amtsgericht Stallupönen                | Stallupönen  | |
| Staatliche Gerichte | Stadtgericht Tilsit                               | Tilsit       | |
| Staatliche Gerichte | Amtsgericht Heinrichswalde                        | Tilsit       | |
| Staatliche Gerichte | Stadtgericht Darkehmen                            | Darkehmen    | Januar 1830 mit dem Stadtgericht Darkehmen zum Amts- und Stadtgericht vereinigt                                                  |
| Staatliche Gerichte | Stadtgericht Goldapp                              | Goldapp      | |
| Staatliche Gerichte | Stadtgericht Insterburg                           | Insterburg   | |
| Staatliche Gerichte | Stadtgericht Marggrabowa                          | Marggrabowa  | |
| Staatliche Gerichte | Stadtgericht Pillkallen                           | Pillkallen   | |
| Staatliche Gerichte | Stadtgericht Ragnit                               | Ragnit       | |
| Staatliche Gerichte | Kreisjustizamt Ballgarden                         | Tilsit       | |
| Staatliche Gerichte | Justizamt Darkehmen                               | Darkehmen    | Januar 1830 mit dem „Kgl. Ämtergericht Darkehmen“ zum Amts- und Stadtgericht vereinigt.                                          |
| Staatliche Gerichte | Kreisjustizamt Gumbinnen                          | Gumbinnen    | |
| Staatliche Gerichte | Justizamt Goldapp                                 | Goldapp      | |
| Staatliche Gerichte | Justizamt Heydekrug                               | Heydekrug    | |
| Staatliche Gerichte | Justizamt Insterburg                              | Insterburg   | |
| Staatliche Gerichte | Justizamt Kukerneese                              | Kaukehmen    | |
| Staatliche Gerichte | Kreisjustizamt Oletzko                            | Marggrabowa  | |
| Staatliche Gerichte | Kreisjustizamt Pillkallen                         | Pillkallen   | |
| Staatliche Gerichte | Justizamt Polommen                                | Marggrabowa  | |
| Staatliche Gerichte | Justizamt Russ                                    | Russ         | |
| Staatliche Gerichte | Justizamt Ragnit                                  | Ragnit       | |
| Staatliche Gerichte | Kreisjustizamt Schreitlaugken                     | Absteinen    | |
| Staatliche Gerichte | Kreisjustizamt Salau                              | Salau        | |
| Staatliche Gerichte | Justizamt Skaisgirren                             | Skaisgirren  | |
| Staatliche Gerichte | Justizamt Seckenburg                              | Seckenburg   | |
| Staatliche Gerichte | Kreisjustizamt Sperling                           | Goldapp      | |
| Staatliche Gerichte | Justizamt Winge                                   | Tilsit       | |
| Staatliche Gerichte | Stadt- und Amtsgericht Angerburg                  | Angerburg    | |
| Staatliche Gerichte | Stadt- und Amtsgericht Arys                       | Arys         | |
| Staatliche Gerichte | Stadt- und Amtsgericht Bialla                     | Bialla       | Ab 1824: Land- und Stadtgericht Bialla; 1838 in eine Gerichtskommission des Stadt- und Landgerichts Johannisburg heruntergestuft |
| Staatliche Gerichte | Stadt- und Amtsgericht Johannisburg               | Johannisburg | |
| Staatliche Gerichte | Stadt- und Amtsgericht Lyck                       | Lyck         | |
| Staatliche Gerichte | Stadt- und Amtsgericht Lötzen                     | Lötzen       | |
| Staatliche Gerichte | Stadt- und Amtsgericht Nikolaiken                 | Nikolaiken   | |
| Staatliche Gerichte | Stadt- und Amtsgericht Rhein                      | Rhein        | |
| Staatliche Gerichte | Stadt- und Amtsgericht Schirwindt                 | Schirwindt   | |
| Staatliche Gerichte | Stadt- und Amtsgericht Sensburg                   | Sensburg     | |
| Adelige Gerichte    | Johannisburgsches adeliges Kreisgericht           | Johannisburg | |
| Adelige Gerichte    | Neuhoffsches adeliges Kreisgericht                | Lyck         | |
| Adelige Gerichte    | Herzoglich Anhalt-Dessausches Justizamt Norkitten | Norkitten    | Privatbesitz des Hauses Anhalt-Dessau                                                                                            |
| Adelige Gerichte    | Oletzkosches adeliges Kreisgericht                |              | |
| Adelige Gerichte    | Gericht der Grafschaft Rautenburg                 |              | |
| Adelige Gerichte    | Sensburgsches adeliges Kreisgericht               | Sensburg     | |

In den Amtsblättern der Regierung Gumbinnen werden – zumindest seit 1820 – die im „Handbuch über ... Preußischen Hof und Staat“ als „Combinierte Stadt- und Amtsgerichte“ bezeichneten Untergerichte stets „Amts- und Stadtgerichte“ genannt. Erst 1828 zieht das „Handbuch“ nach.
Daneben bestanden eine Vielzahl von Patrimonialgerichten (1837 waren es noch 177).
In den Folgejahren wurden diese Gerichte zu „Amts- und Stadtgerichten“ zusammengefasst; die 14 so gebildeten Gerichte wurden Anfang 1831 umbenannt in Land- und Stadtgerichte. Die finale Fassung wurde mit Kabinetts-Ordre vom 22. August 1838 festgelegt. Dadurch ergaben sich dadurch folgende Untergerichte:
| Art                           | Gericht                                           | Sitz         | Anmerkungen                                                     |
| ----------------------------- | ------------------------------------------------- | ------------ | --------------------------------------------------------------- |
| Staatliche Gerichte 1, Klasse | Land- und Stadtgericht Angerburg                  | Angerburg    |                                                                 |
| Staatliche Gerichte 1, Klasse | Land- und Stadtgericht Darkehmen                  | Darkehmen    |                                                                 |
| Staatliche Gerichte 1, Klasse | Land- und Stadtgericht Goldapp                    | Goldapp      |                                                                 |
| Staatliche Gerichte 1, Klasse | Land- und Stadtgericht Gumbinnen                  | Gumbinnen    |                                                                 |
| Staatliche Gerichte 1, Klasse | Land- und Stadtgericht Insterburg                 | Insterburg   |                                                                 |
| Staatliche Gerichte 1, Klasse | Land- und Stadtgericht Johannisburg               | Johannisburg | ab 1838 bestand eine Gerichtskommission Bialla                  |
| Staatliche Gerichte 1, Klasse | Land- und Stadtgericht Lötzen                     | Lötzen       |                                                                 |
| Staatliche Gerichte 1, Klasse | Land- und Stadtgericht Lyck                       | Lyck         |                                                                 |
| Staatliche Gerichte 1, Klasse | Land- und Stadtgericht Marggrabowa                | Marggrabowa  |                                                                 |
| Staatliche Gerichte 1, Klasse | Land- und Stadtgericht Pillkallen                 | Pillkallen   |                                                                 |
| Staatliche Gerichte 1, Klasse | Land- und Stadtgericht Ragnit                     | Ragnit       | ab 1838 mit einer Gerichtskommission in Wischwill               |
| Staatliche Gerichte 1, Klasse | Land- und Stadtgericht Sensburg                   | Sensburg     | ab 1838 mit einer Gerichtskommission in Nikolaiken              |
| Staatliche Gerichte 1, Klasse | Land- und Stadtgericht Stallupönen                | Stallupönen  |                                                                 |
| Staatliche Gerichte 1, Klasse | Land- und Stadtgericht Tilsit                     | Tilsit       | ab 1838 mit einer Gerichtskommission in Heinrichswalde          |
| Staatliche Gerichte 1, Klasse | Landgericht Heydekrug                             | Heydekrug    | ab 1838 mit einer Gerichtskommission in Russ                    |
| Staatliche Gerichte 1, Klasse | Landgericht Kaukehmen                             | Kaukehmen    |                                                                 |
| Staatliche Gerichte 2, Klasse | Land- und Stadtgericht Arys                       | Arys         |                                                                 |
| Staatliche Gerichte 2, Klasse | Land- und Stadtgericht Nikolaiken                 | Nikolaiken   | Ab 1838 Gerichtskommission des Land- und Stadtgerichts Sensburg |
| Staatliche Gerichte 2, Klasse | Land- und Stadtgericht Rhein                      | Rhein        |                                                                 |
| Staatliche Gerichte 2, Klasse | Land- und Stadtgericht Schirwindt                 | Schirwindt   |                                                                 |
| Staatliche Gerichte 2, Klasse | Justizamt Seckenburg                              | Seckenburg   |                                                                 |
| Staatliche Gerichte 2, Klasse | Justizamt Skaisgirren                             | Skaisgirren  |                                                                 |
| Patrimonialgerichte           | Herzoglich Anhalt-Dessausches Justizamt Norkitten | Norkitten    | Privatbesitz des Hauses Anhalt-Dessau                           |
| Patrimonialgerichte           | Gericht der Grafschaft Rautenburg                 |              |                                                                 |

## Richter
Im Jahre 1816 waren am Gericht beschäftigt:
- August Wilhelm Hoyoll (Präsident ab 1810)
- Georg Leberecht Heidenreich (Rat, ab 1782)
- Raphael von Hippel (Rat, ab 1797)
- Christian Karl Leman (Rat, ab 1809)
- Johann Friedrich Gotthilf Grattenauer (Rat, ab 1810)
- Friedrich Wilhelm Eichel (Rat, ab 1811)
- Gottlob Heinrich Baumann (Rat, ab 1815)
- Samuel Eduard Boltz (Rat, ab 1815)
- Johann Heinrich Preußmann (Assessor)
- Christian Friedrich Gotthilf Zander (Assessor)
- Philipp Ernst Giere (Assessor)[8]

Weitere Richter waren:
- Carl Wilhelm von Bötticher (1826–1830 Präsident)